# Bahoe Books

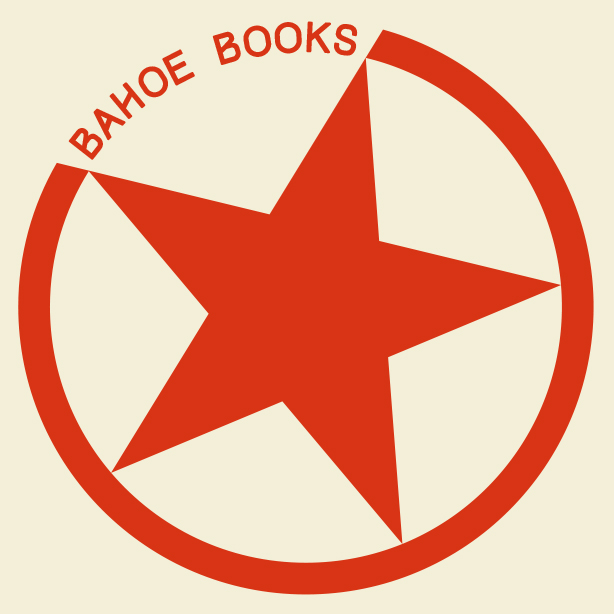
Logo von Bahoe Books

Bahoe Books (Eigenschreibweise: bahoe books) ist ein Verlag in Autogestion aus Wien. Der Schwerpunkt der Publikationstätigkeit liegt auf der aufständischen und revolutionären Geschichte der europäischen Arbeiterbewegung, ihrer Kritik der politischen Ökonomie, sowie der Herausgabe von Biographien, Romanen, Novellen und Graphic Novels zu verwandten Themen. Der Verlag publiziert auf Deutsch, Griechisch und Englisch.

## Geschichte
Der 2011 gegründete Verlag stellte in den ersten Jahren alle Publikationen in Eigenregie her und verbreitete sie gegen freie Spenden. Dies erfolgte zumeist bei Buchpräsentationen oder über ein Netzwerk antiautoritärer sozialer Zentren, Bibliotheken, Infocafés oder Besetzungen vor allem in der Schweiz und Österreich. Mit zunehmenden Auflagen wurde diese Vertriebsmethode durch eine herkömmliche Marktteilnahme abgelöst. 2016 wurden die Bücher des Verlages mit fixen Preisen versehen. Sie sind in allen Buchhandlungen im deutschsprachigen Raum erhältlich oder bestellbar. Die griechischen Publikationen von Bahoe Books werden auch in Griechenland vertrieben.

## Programm
Der Schwerpunkt der Veröffentlichungen liegt auf politischer Literatur, häufig Übersetzungen aus dem Französischen, Italienischen, Spanischen oder Englischen. Dazu kommen Neuauflagen vergriffener Werke und die Förderung regionaler und neuer Literatur sowie Comics und Graphic Novels (darunter z. B. die Reihe Die Kinder der Résistance).

## Auszeichnungen
2019: Bruno-Kreisky-Preis für besondere verlegerische Leistungen.

## Autoren
Zu den bekannteren Autoren zählen:
- William Andrews
- Nanni Balestrini
- John Berger
- Auguste Blanqui
- Giulio Camagni
- Os Cangaçeiros
- Alfons Cervera
- Agustín Comotto
- Renato Curcio
- Ines Doujak
- Christian Dürr
- Walter Ego
- Alexandre Elsig
- Alexander Emanuely
- Rob Evans
- Thomas Fatzinek
- Claire Fauvel
- Liliana Ruth Feierstein
- Wera Figner
- Georg Fingerlos
- Guy-Pierre Gautier
- Eva Geber
- Monika Helfer
- Gord Hill
- Bruno Jasieński
- Adnan Keskin
- Ruth Klüger
- Dimitris Koufontinas
- Tatjana Lecomte
- Primo Levi
- Marcel van der Linden
- Lucie Lomová
- Sebastian Lotzer
- Emilio Lussu
- Julia M. Makoschitz
- Milo Manara
- Karen Messing
- Louise Michel
- Berthold Molden
- Jean-David Morvan
- Johann Most
- Emmanuel Moynot
- Salo Muller
- Ahmet Muminović
- Alfred J. Noll
- Vassilis Paleokostas
- Marijan Pušavec
- Jacques Rancière
- Richard Rashke
- Salva Rubio
- Marcelo de Salete
- Boris Sawinkow
- Oliver Scheiber
- Thomas Schmidinger
- Georg Seeßlen
- Zoran Smiljanić
- Jutta Sommerbauer
- Evelyn Steinthaler
- Sergius Stepniak
- Marlene Streeruwitz
- Alphons Thun
- Marek Toman
- Jan Valtin
- Gregor Wakounig
- Jankiel Wiernik
- Daniel Wisser
- Martin Wright
- Alia Trabucco Zerán
- Aleksandar Zograf